# Ashrama
Una Ashrama (āśrama), nell'induismo, è una delle quattro fasi della vita, in base all'età, discussa nei testi antichi e medievali indiani. Le quattro ashrama sono: Brahmācarya (studente), Grihastha (padre di famiglia), Vanaprastha (ritirato) e Saṃnyāsa (rinuncia) da non confondersi con un luogo di romitaggio (Āśrama).
Il sistema delle ashrama è un aspetto del concetto di Dharma nell'induismo ed anche una componente delle teorie etiche della filosofia indiana, dove è combinato con quattro obiettivi propri della vita umana (puruṣārtha), per la realizzazione, la felicità e la liberazione spirituale. È esclusivamente riservato, almeno nelle sue formulazioni tradizionali, agli appartenenti di sesso maschile delle caste cosiddette ārya (ovvero ai primi tre varṇa), essendo rigidamente esclusi da tale percorso sia gli śūdra (e a maggior ragione i "fuori casta") sia le donne, a qualsiasi casta queste ultime appartengano.
Il termine sanscrito āśrama è composto dalle radici śram (impegnarsi per) e ā- (realizzare).

## Il sistema ashrama
Sotto il sistema ashrama, la vita umana è suddivisa in quattro periodi. L'obiettivo di ogni periodo è l'esecuzione e lo sviluppo del singolo. Mentre alcuni testi indiani presentano queste sequenze come stadi della vita umana e raccomandano l'età in cui si entra in ogni fase, molti testi affermano che gli ashrama sono come quattro modi alternativi di vita e di opzioni disponibili che ogni singolo deve seguire, ma non fasi sequenziali né pongono limiti di età.
| Ashram o stadi                 | Età (anni)                   | Descrizione | Rituali di transizione |
| ------------------------------ | ---------------------------- | --- | --- |
| Brahmācarya (vita da studente) | Fino a 24                    | Brahmacharya (condotta in armonia col Brahman): rappresenta per lo studente la fase di laurea della vita. Questa fase si concentra sulla formazione e comprende la pratica del celibato. Lo studente si reca nel Gurukul (casa del guru) e normalmente vive con il guru, acquisendo conoscenze sulle scienze, filosofia, scritture e logica, praticando l'autodisciplina, lavorare per guadagnare Dakṣiṇa per pagare per il guru e imparare a vivere una vita di Dharma (giustizia, morale, doveri). | Upanayana all'inizio. Samavartana alla fine. |
| Grihastha (padre di famiglia)  | 24–48                        | Dopo le abluzioni (snāna) che chiudono il periodo di dodici anni del brahmācarya, inizia questa fase della vita coniugale del singolo, con le funzioni di mantenimento di una famiglia, accrescerne la dimensione ed educare i propri figli, che porta ad una vita sociale dharmatica e incentrata sulla famiglia. La fase Grihastha è considerata la più importante nel contesto sociologico, poiché in questa fase gli esseri umani non perseguono solo una vita virtuosa, ma procurano il cibo e la ricchezza per altre persone che sostengono nelle fasi della vita, realizzando la discendenza continuatrice dell'umanità. La fase rappresentata anche la più intensa dal punto di vista fisico, sessuale, emotivo, professionale, sociale e materiale realizzando il proprio modo di essere. | Matrimonio indù all'inizio. |
| Vanaprastha (ritiro)           | 48–72                        | La fase del ritiro, dove una persona consegna alla generazione successiva le responsabilità domestiche, ha un ruolo consultivo e si ritira dal mondo a poco a poco, "ritirandosi nella foresta". La fase vanaprastha è un periodo di transizione dalla vita di padrone di casa, con la maggiore enfasi su Artha e Kama (ricchezza, sicurezza, piacere sessuale), ad una con maggiore enfasi sulla Mokṣa (liberazione spirituale). Potrà affidare la moglie ai figli oppure consentirle di seguirlo. Se la vita ritirata diviene occasione di infermità, non potendo più proseguire, allora partirà «verso nord-est e, nutrendosi solo di acqua e aria, mantenersi concentrato e camminare in linea retta fintantoché il suo corpo non cada a terra morto».                                         | |
| Saṃnyāsa (rinuncia alla vita)  | 72+ (o in qualsiasi momento) | La fase è caratterizzata dalla rinuncia ai desideri e ai pregiudizi materiali, rappresentata da uno stato di disinteresse e distacco dalla vita materiale, generalmente senza alcuna proprietà significativa o di una casa (asceta), e focalizzata sulla Mokṣa, la pace e la semplice vita spirituale. Qualcuno potrebbe entrare in questa fase dopo aver completato la fase Brahmacharya della propria vita. Concentrato solo sul mokṣa, con barba e capelli rasati, le unghie tagliate, con solo una ciotola, un bastone e un vaso per l'acqua e senza mai nuocere ad alcun essere vivente, «egli non aspirerà alla morte né aspirerà alla vita. Semplicemente attenderà il proprio tempo, come un servitore attende la ricompensa».                                                             | L'ultimo rito che compirà prima di divenire uno yati sarà il "sacrificio di Prajāpati" donando ogni sua proprietà ai poveri e ai brahmani, quindi interiorizzando quel fuoco sacrificale che lo aveva accompagnato nei riti religiosi per tutta la vita. |

## Ashrama e purushartha
Il sistema degli ashrama è un aspetto del complesso concetto di Dharma nell'Induismo ed è integrato con il concetto di Purushartha o le quattro corrette finalità della vita della filosofia indù e cioè Dharma (pietà, moralità), Artha (ricchezza, salute), Kama (amore, relazioni, emozioni) e Mokṣa (liberazione, libertà, realizzazione di sé). Ognuno dei quattro ashrama della vita è una forma di personale realizzazione sociale, ogni fase ha linee guida etiche, doveri e responsabilità, per il singolo e per la società. Ogni ashrama pone diversi livelli di enfasi sui corretti quattro scopi della vita, con le diverse fasi viste come passaggi per il raggiungimento dell'ideale della filosofia indù, e cioè la Mokṣa.
Né testi antichi né medievali dell'India affermano che uno qualsiasi dei prime tre ashrama debba esclusivamente dedicato ad un obiettivo specifico della vita (Purushartha). La quarta fase del Sannyasa è diversa, e il consenso schiacciante nei testi antichi e medievali è che questa fase della vita deve essere dedicata interamente alla Moksha aiutati dal Dharma.
Il Dharma è considerato primario in tutte le fasi. la Moksha è il nobile obiettivo finale, raccomandato a tutti, da ricercare in qualsiasi fase della vita. Sugli altri due, i testi non sono chiari. Con l'eccezione del Kāma Sūtra, la maggior parte dei testi non danno raccomandazioni sulla preferenza relativa all'Artha o al Kama, che un individuo deve seguire in tali fasi della vita. Il Kamasutra dice:
(Kamasutra 1.2.1 – 1.2.4)

## Classificazione alternativa degli stadi della vita
| Sviluppo stadi della vita | Sviluppo stadi della vita | Sviluppo stadi della vita   | Sviluppo stadi della vita   | Periodo    | Ashrama (stadi del rispetto) | Purushartha (obiettivi di vita) | Descrizione                                                             |
| ------------------------- | ------------------------- | --------------------------- | --------------------------- | ---------- | ---------------------------- | ------------------------------- | ----------------------------------------------------------------------- |
| Saisava                   | Saisava                   | Saisava                     | Saisava                     | 0–2 anni   |                              |                                 | Nessun codice morale in questo periodo.                                 |
| Balya                     | Balya                     | Balya                       | Balya                       | 3–12 anni  | Brahmācarya                  | Dharma                          | Vidyarambha, apprendere l'alfabeto, l'aritmetica e l'istruzione di base |
| Kaumara (13–19)           | Kaumara (13–19)           | Kaishora                    | Kaishora                    | 13–15 anni | Brahmacharya                 | Dharma e Moksha                 |                                                                         |
| Kaumara (13–19)           | Kaumara (13–19)           | Tarunya                     | Tarunya                     | 16–19 anni | Brahmacharya                 | Dharma e Moksha                 |                                                                         |
| Yauvana (20–59)           | Yauvana (20–59)           | Yauvana-I (Tarunayauvana)   | Yauvana-I (Tarunayauvana)   | 20–29 anni | Brahmacharya o Grihastha     | Dharma, Artha e Moksha          |                                                                         |
| Yauvana (20–59)           | Yauvana (20–59)           | Yauvana-II (Praudhayauvana) | Yauvana-II (Praudhayauvana) | 30–59 anni | Grihastha                    | Dharma, Artha, Kama e Moksha    |                                                                         |
| Vardhakya (60+ )          | Vardhakya (60+ )          | Vardhakya (Period-I)        | Vardhakya (Period-I)        | 60–79 anni | Vanaprastha                  | Dharma e Moksha                 |                                                                         |
| Vardhakya (60+ )          | Vardhakya (60+ )          | Vardhakya (Period-II)       | Vardhakya (Period-II)       | 80+ anni   | Saṃnyāsa                     | Dharma e Mokṣa                  |                                                                         |